# Luca Dirisio (album)
Luca Dirisio è il primo album del cantante italiano Luca Dirisio, pubblicato nel 2004. Dall'album sono stati estratti: Calma e sangue freddo, Il mio amico vende il tè, Usami e Per sempre.
L'album è uscito anche in Spagna in versione spagnola. Il disco ha ottenuto il disco di platino vendendo oltre 150 000 copie.

## Tracce
Testi e musiche di Luca Dirisio.
1. Tu che fai - 2:57
2. Il mio amico vende il tè - 3:31
3. Le fate - 4:04
4. Calma e sangue freddo - 3:26
5. Usami - 3:46
6. Non mi sposto - 3:19
7. Destino anarchico - 3:40
8. Grano di sale - 4:18
9. Per sempre - 3:54
10. Per le mie mani - 3:17

## Formazione
- Luca Dirisio - voce, cori
- Nicola Fanari - batteria elettronica, programmazione
- Elvezio Fortunato - chitarra acustica, chitarra elettrica, chitarra classica
- Giuliano Boursier - organo Hammond, programmazione, pianoforte, batteria elettronica
- Marco Mariniello - basso
- Umberto Ferraro - batteria elettronica, programmazione

## Classifiche
| Classifica (2004) | Posizione massima |
| ----------------- | ----------------- |
| Austria           | 36                |
| Italia            | 30                |
| Svizzera          | 30                |